# Фетислам
Фетислам, Новиград или Кладовски град, је утврђење у Србији, које се налази на обали Дунава, неколико километара узводно од данашњег Кладова. Мали град, подигнут је 1524. године као полазиште за османско освајање суседних мађарских градова Северина и Ердеља односно инвазије на Трансилванију.

## Историја утврђења
Данашње Кладово подигнуто је на месту где се некада налазило праисторијско насеље, а затим антички град Занес. Не месту античког Занеса основан је почетком средњег века Нови град, који су порушили Мађари 1502. године. Међутим, Нови град се поново подиже 1524. године, после разарања Турн-Северина, по заповести султана Сулејмана Величанственог, када командант турске војске Бали-бег, у циљу ратовања са Угарском, подиже знатно јаче утврђење и даје му име Fethi Islam (Фетислам), што значи бедем, заштита ислама. Утврђење сачињавају две фортификационе целине из различитих епоха: Мали и Велики град. Мали град су подигли Турци 1524. године као значајно стратешко упориште за освајање Северина и ердељских градова.
Током аустријско-османских ратова, између 1717. и 1737. године, Кладово и други градови на Дунаву и Сави су поново добили на значају, због чега је око постојеће тврђаве подигнут Велики град са шест бастиона. Око 1818. године бедеми Великог града су додатно ојачани, а тврђава је остала у рукама Османлија све до 1867. године, када је са још шест градова, предата кнезу Михаилу (1839-1842, 1860-1868). Иако добро утврђен, Фетислам пада 1591. године, под налетом хајдука које је на њега послао влашки војвода Михајло. Пошто је град разорен и опљачкан, варош је опустела јер су се повукли и хришћани плашећи се турске најезде. Ипак, Турци су задржали тврђаву, а нова варош се подигла са десне стране тврђаве. Нови град се помиње под данашњим именом Кладово за време аустријско-турског рата 1688-1690. године. Нова бастиона артиљеријска тврђава грађена је у више етапа, а у периоду од 1717. до 1739. године.
Све до 1810. године било је неколико безуспешних покушаја заузимања Кладова, а тек крајем 1810. године, после пада Неготина, Турци без борбе предају Кладово српској војсци. Међутим, већ 1813. године га без борбе поново заузимају и приступају обнови тврђаве. Током прве половине 19. века тврђава је представљала упориште за очување турске превласти у Србији. Борба за ослобођење Кладова, коју је кнез Милош повео пошто је стабилизовао прилике у Србији 1824. године, трајала је читаву деценију, a 1833. долази до ослобођења Кладова. Иако је варош ослобођена, Фетислам који су Срби тада називали Светислав, ослобођен је тек 1867. године, када су сва утврђења предата Србима на управу.
Тврђава је потпуно обновљена до априла 2023. године. Обновљене су улазне капије, летња позорница, лагуми и комплетни бедеми. Саграђен је и модеран посетилачки центар који повезује Мали и Велики град, а чуваће вредне експонате и изложбе доступне посетиоцима. Радови су трајали три године, а средства су обезбедили Европска унија и Влада Републике Србије.

## Архитектура утврђења
У складу са временом у коме је настало, ово утврђење има одлике рано артиљеријских фортификација. Правоугаоног је облика, а састоји се од горњег и приобалног дела. На угловима се налазе кружне куле које имају приземље и два спрата, а завршавале су се купастим дрвеним крововима. Куле повезују бедем и који су се завршавали шетном стазом оивиченом зупцима. Најстарији опис тврђаве потиче из 1666. године, а дао га је турски путописац Евлија Челебија. Тврђава се налази на једном узвишењу на обали Дунава, грађена је у облику четвороугаоника и снабдевена је са дванаест јаких и високих кула. Тврђава има двоструке зидове, окоп и једну демир-капију која је окренута према југоистоку. У кули изнад капије налази се Сулејман-ханова џамија са минаретом зиданим од цигле и кућа диздара. Пред градском капијом налази се мусала и мејташ, а на југоисточној страни налази се варош. Поред тога, њиме је употпуњена османска утврђена линија на том делу дунавске обале, коју су још чинили Смедерево, Кулич, Рам и Голубац.
Старије мало утврђење, у раздобљу аустроугарске власти, опасано је новим системом бедема, односно нашло се у средишту нове бастионе артиљеријске тврђаве Фетислам. Велико утврђење, како се обично назива, неправилне је полигоналне основе, са шест бастиона повезаних куртинама. Нове фортификације грађене су правилно клесаним блоковима камена у нижем делу, и полуобрађеним ломљеним каменом у горњој зони. У њиховом оквиру налазе се три капије — Варошка, Ороспи и Дунавска, а испред њих се налазио ров испуњен водом. У периоду од 1717. до 1739. године подигнути су бастиони, повезани бедемима и омеђени палисадама.

## Археолошка истраживања
Тврђава је археолошки истражена, а обимни конзерваторски радови обављени су у време изградње хидроелектране Ђердап II, будући да је воде ове акумулације делом потапају. Конзерваторски радови на Фетисламу нису довршени осамдесетих година када је Хидроелектрана финансирала заштиту, уређујући амфитеатарски простор за велике културне догађаје. Тврђава је посебно угрожена са дунавске стране где су топовске куле изложене утицају промена нивоа Дунава. Тврђава Фетислам налази се поред магистралног пута, са посебним прилазом до тврђаве, на пар стотина метара од центра Кладова. Шеталиште поред обале Дунава налази се у наставку пешачке стазе која је асфалтирана, а унутар тврђаве је калдрмисана стаза која је на неким местима реконструисана. Археолошко истраживање комплекса и радови на његовој конзервацији обављени су у периодима од 1973. до 1977. године и између 1981. и 1984. године, а након изградње хидроелектране Ђердап II и стварања вештачког језера, приобални део тврђаве се нашао под водом. Сличан развојни пут доживело и Шабачко утврђење.
Кладовска тврђава се данас налази под заштитом Републике Србије, као споменик културе од великог значаја

## Галерија
- Главна капија